# BACK STAGE PASS 〜SAPPORO〜
BACK STAGE PASS 〜SAPPORO〜（バックステージパス～サッポロ～）は、2009年10月11日から2010年1月10日にかけて、北海道放送（HBCテレビ）にて日曜日24：56～25：26（JST。最終回のみ25：56まで）に放送されていた情報バラエティ番組。全12回。ハイビジョン制作（アナログは4:3のサイドカット）。

## 概要
- 北海道のガールズシーンから新たなムーブメントを開拓させるため、“Back Stage Girl”（バックステージガール）と呼ばれる女性リポーターが北海道発のあらゆるトレンドを紹介する番組としてスタート。番組収録はスポンサーだった札幌市の商業施設「ノルベサ」で行われていた。
- 第5回（2009年11月8日放送）からは桃華絵里がレギュラー出演。ノルベサとのタイアップにより同年12月19日に3階部分が「BACK STAGE」としてリニューアルオープン。「モモエリオフィシャルショップ」も新設され、空洞化が続いていたノルベサ3階の再生を見事に果たした。
- 番組では毎回「差し入れ」として、ノルベサ内にある飲食施設からのグルメやスイーツを出演者が試食していた。
- 番組の企画・制作は「wonder cube」（ワンダーキューブ）が担当。HBCは制作に関与していなかった。

## 出演者
メイン
- ラフ→チケット（もとき、ひろき） - MC担当
- 桃華絵里 - 第5回から出演

Back Stage Girl
- 黒瀧まりあ（くろたき まりあ） - 小悪魔ageha専属モデル
- 高田秋（たかだ しゅう）- 当時モーディア所属で、現在はレプロエンタテインメントに所属している。
- 大瀧悠（おおたき はるか）
- 遠野千夏（とおの ちか） - 東京でも活躍するタレント・レースクイーン。
- 山田あおい（やまだ あおい）

ナレーター
- 菊地あゆみ（きくち あゆみ）
アクターズスタジオ本部校出身。現在は2人組の女性ダンスユニット「RYM-A」のメンバーとして活動中。番組内のアイキャッチで流れる「BACK STAGE PASS」コールもRYM-Aによるものである。

## コーナー
- BACK STAGE TALK
毎回Back Stage Girlがテーマに沿ったトークを展開するコーナー。
- TOWN SCANDAL
Back Stage Girlが札幌発の最新トレンドを紹介するコーナー。ファッションからグルメ、旅行の情報まで幅広く紹介した。
- ニイナ・ゲイトのアンドラング占星術
4丁目プラザ7階に店を持つオランダ人クォーターの占い師「ニイナ・ゲイト」が1週間の運勢を占うコーナー。
- BACK STAGE PASS MISSION 5
第4回（2009年11月1日）から放送。Back Stage Girlの5人がトップモデルを目指すため、モデルとしての基礎を訓練する企画。レッスンの末、Back Stage Girlの5人は2009年12月18日にノルベサ3階で行われたレセプションパーティーに出演。個性的なファッションで堂々としたウォーキングを披露した。
- 商品開発プロジェクト
第9回（2009年12月6日）から第11回（同年12月20日）まで放送。函館市の企業「バイオクリエイト」協力の下、番組オリジナルのボディソープを制作。ノルベサ3階のコスメショップで販売した。

## スタッフ
- 番組統括：高山敦司
- エグゼグティブプロデューサー：オガワジュンゾウ
- スタイリスト：国本幸江
- モモエリ専属ヘアメイク：Jun Jun
- 撮影協力：ノルベサ
- 技術協力：miruca
- 制作・著作：wonder cube